# Castell de Cēsis
El Castell de Cesis està situat a Cesis (Letònia). Es troba enmig del poble de Cesis un poble tranquil situat al nord de Letònia. Aquest castell medieval va ser parcialment destruït durant la Guerra del Nord. Aquest castell representa un dels monuments més importants a escala arquitectònica de l'època medieval a Letònia.